# La Bégude-de-Mazenc
La Bégude-de-Mazenc is een gemeente in het Franse departement Drôme (regio Auvergne-Rhône-Alpes). De plaats maakt deel uit van het arrondissement Nyons. La Bégude-de-Mazenc telde op 1 januari 2022 1.739 inwoners.

## Geografie
De oppervlakte van La Bégude-de-Mazenc bedraagt 23,62 vierkante kilometer; de bevolkingsdichtheid is 70 inwoners per km² (per 1 januari 2019).

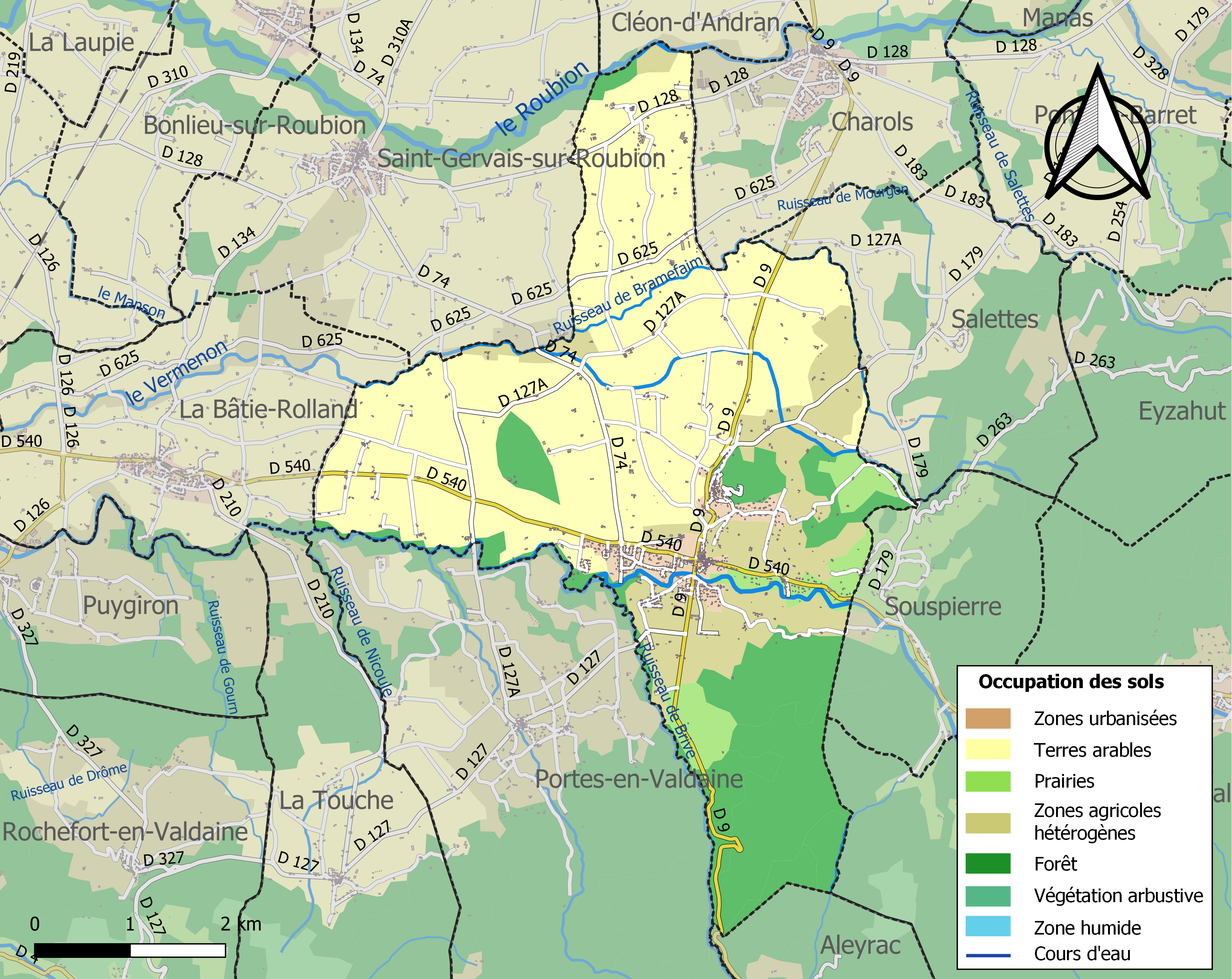
Kaart van de gemeente met belangrijkste infrastructuur, bodemgebruik en omliggende gemeenten

## Demografie
Onderstaande figuur toont het verloop van het inwonertal (bron: INSEE-tellingen).

## Afbeeldingen

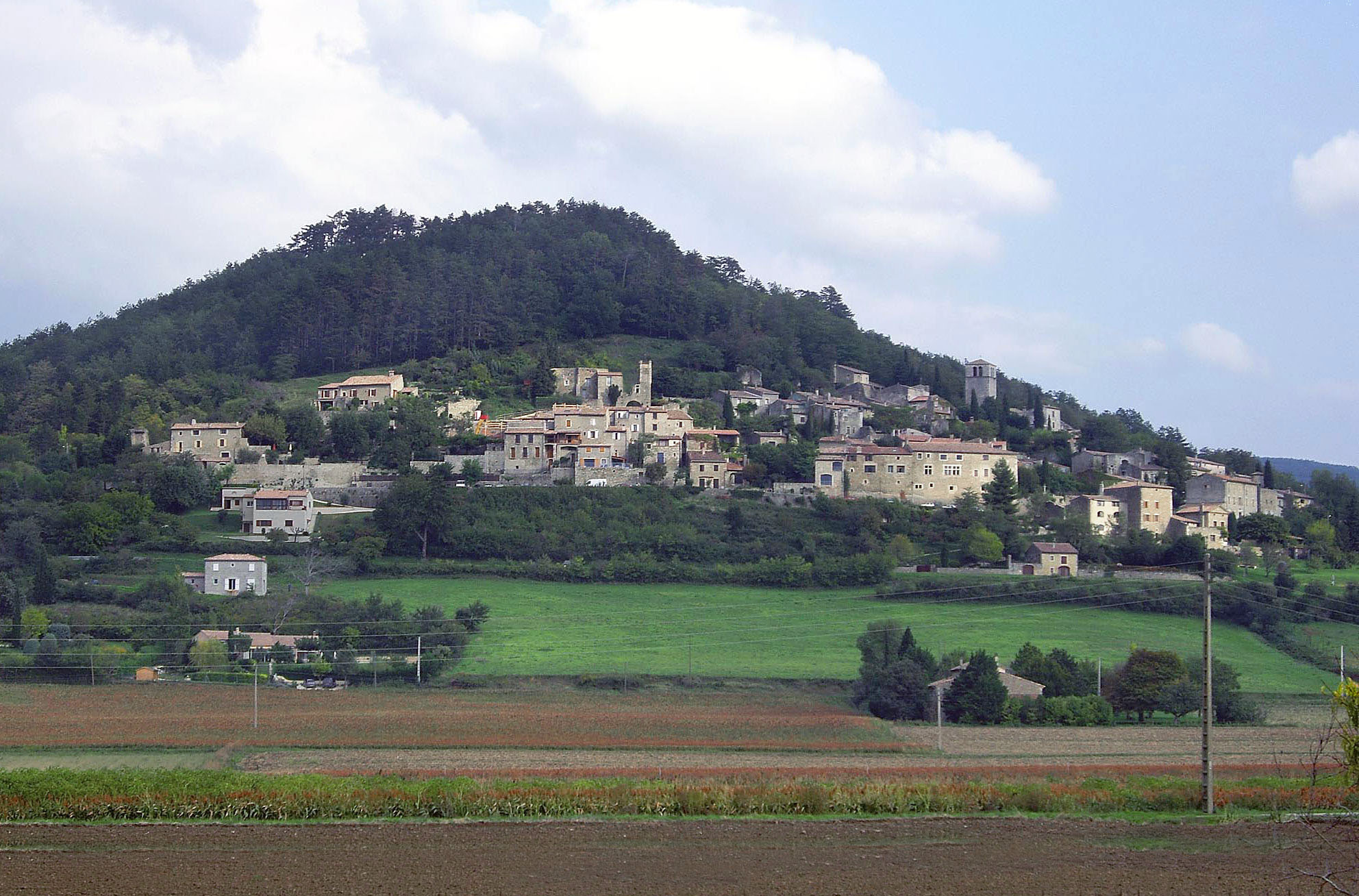
Gezicht op La Bégude-de-Mazenc
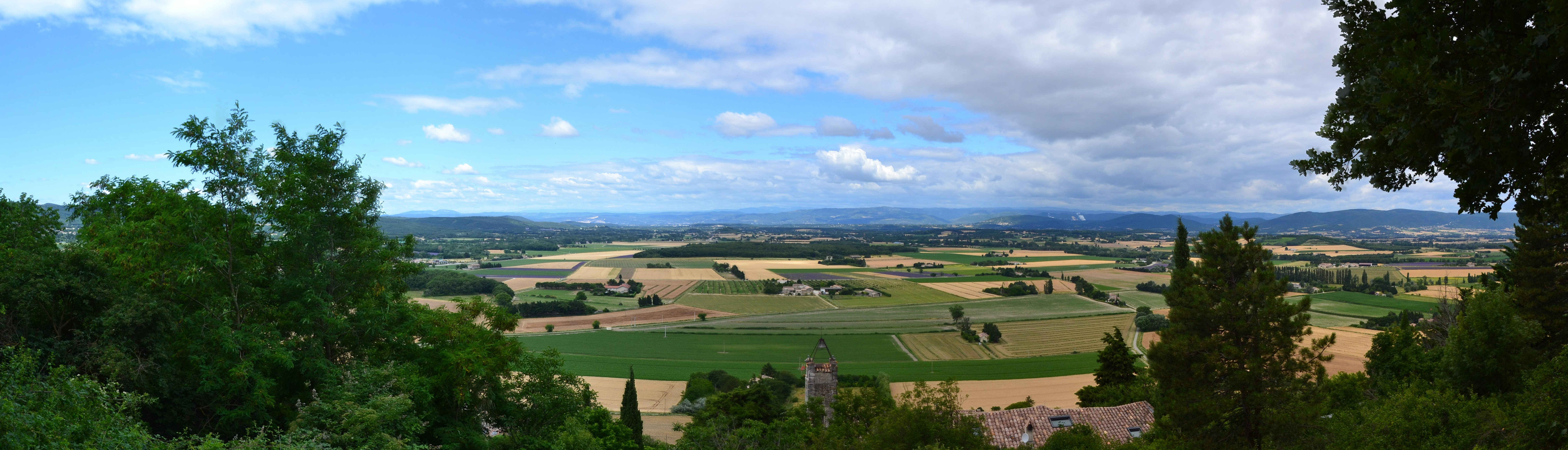
Landschap ten westen van La Bégude-de-Mazenc